# Moldavisk leu
Moldavisk leu (Ml - Leu moldovenesc) är den valuta som används i Moldavien. Valutakoden är MDL. 1 leu (pluralform lei) = 100 bani (singularform ban).
Valutan infördes 29 november 1993 och ersatte den tidigare kupon, som infördes bara året innan och som i sin tur ersatte den tidigare sovjetiska rubeln.
Utbrytarrepubliken Transnistrien, som de jure är en del av Moldavien, använder den s.k. transnistrierubeln.

## Användning
Valutan ges ut av Moldaviens centralbank (Banca Naţională a Moldovei - BNM) som grundades 1991. BNM har huvudkontoret i Chişinău.

## Valörer
- mynt: inga leumynt (1- och 5-leumynt användes en kort tid 1993)
- underenhet: 1, 5, 10, 25 och 50 bani
- sedlar: 1, 5, 10, 20, 50, 100, 200, 500 och 1000 lei